# Catedral de la Asunción (Vác)
La Catedral de la Asunción o simplemente Catedral de Vác (en húngaro: Nagyboldogasszony székesegyház) es un edificio religioso de la Iglesia Católica que sirve como la catedral de la diócesis de Vác, se encuentra en la localidad de Vác, Hungría.
La diócesis fue fundada en el año 1004 bajo Estaban I. La iglesia actual es la quinta estructura en este sitio. La primera catedral fue construida en 1074, el mismo sitio de la actual, pero fue destruida en el siglo XIV, durante las invasiones de los mongoles. Durante la ocupación otomana de Hungría los últimos restos de la pared se derrumbaron. Algunos de los restos todavía son visibles hoy en día. Sólo después de la salida de los turcos fue posible construir una nueva iglesia.
Un nuevo edificio más grande, diseñado por Franz Anton Pilgram, fue aprobado por el Obispo Karl Esterházy, un miembro de la antigua familia aristocrática Esterházy de Hungría. Su sucesor Christopher Migazzi, crítico del proyecto que ya estaba en marcha bajo el arquitecto Isidoro Canevale, continuó con la construcción, sin embargo, hizo cambios con el fin de mantener los costos bajos. Los trabajos de construcción se iniciaron en 1761. Ya en 1772 la catedral fue consagrada. El trabajo continuó hasta su finalización en 1777. En 1944 durante la Segunda Guerra Mundial una bomba soviética  golpeó la cúpula sin llegar a detonar por lo que un fresco de la iglesia recuerda lo que los feligreses consideran un milagro.

## Véase también

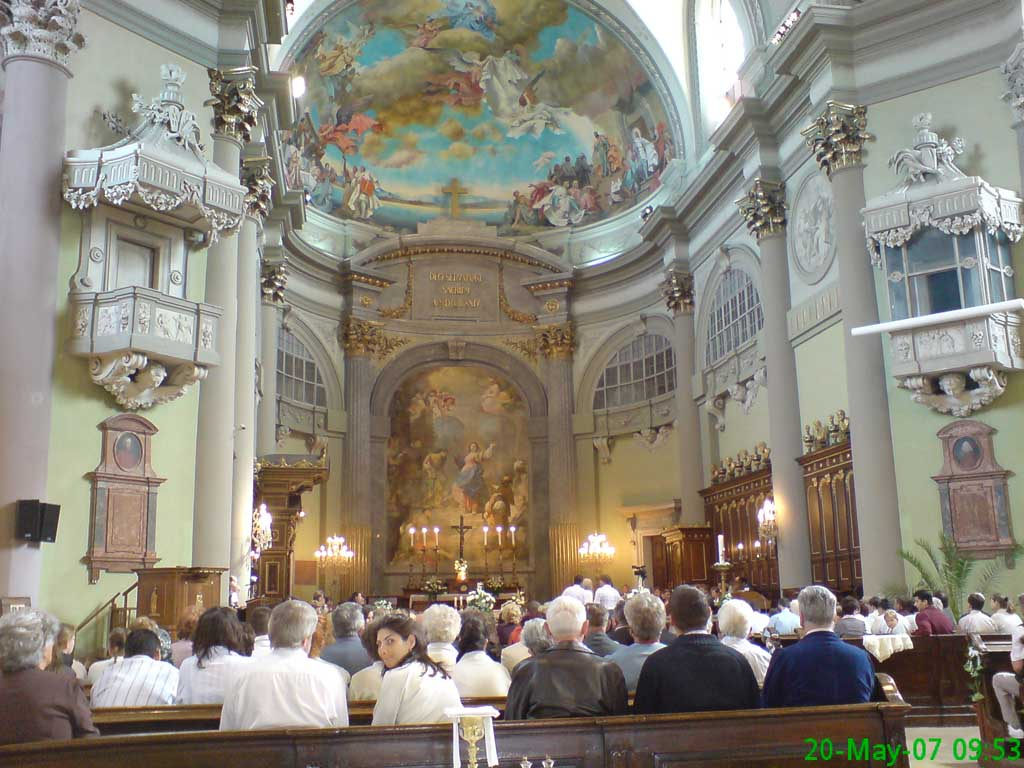
Vista interna